# Klaus Weiß (Handballspieler)
Klaus Weiß (* 20. November 1944 in Breslau; † Juni 2000) war ein deutscher Handballtorwart.
Der 1,92 Meter große Weiß spielte für den SC Dynamo Berlin.
Im Aufgebot der Männer-Handballnationalmannschaft der DDR spielte Klaus Weiß bei der Weltmeisterschaft 1974 und wurde Vize-Weltmeister. Bei Olympia 1972 lief Weiß in vier Spielen für die Mannschaft der DDR auf.